# Клас Лестандер
Клас Лестандер (швед. Klas Lestander; Арјеплог, 18. април 1931 — Арјеплог, 13. јануар 2023) био је шведски биатлонац, први олимпијски победник у биатлону.
На првом укључењу биатлона у програм олимпијских игара на Зимским олимпијским играма 1960. у Скво Велију победио је у дисциплини појединачно на 20 км. До 2010. је био једини Швеђанин који је освојио златну медаљу у биатлону на Олимпијским играма у мушкој конкуренцији. После 50 година на Зимским олимпијским играма 2010. у Ванкуверу, Лестандеров успех је поновио Бјерн Фери у дисциплини потера. Године 1958. Први светски првак у биатлону био је исто Швеђанин Адолф Виклунд, тако да су први олимпијски победник и Први светски првак у биатлону били спортисти Шведске.
На Светском превенству 1961. у Умеу, Шведска, у званичној трци на 20 км појединачно био је девети, а у екипном делу био је трећи, али та трка је била у незваничном делу програму.